# Copa Campeones de América 1962
Die Copa Campeones de América 1962 war die dritte Auflage des wichtigsten südamerikanischen Fußballwettbewerbs für Vereinsmannschaften. 10 Mannschaften nahmen teil, darunter 8 Landesmeister des Vorjahres, Titelverteidiger Peñarol Montevideo aus Uruguay und aus Brasilien der Gewinner des Pokalwettbewerbs, der Taça Brasil, da dort noch keine nationale Meisterschaft ausgetragen wurde. Einzig Venezuela hatte keinen Vertreter am Start. Das Turnier begann am 7. Februar und endete am 30. August 1962 mit dem Finalrückspiel. Der brasilianische Vertreter FC Santos gewann das Finale gegen den Gewinner von 1960 und 1961, Peñarol Montevideo.

## Modus
Erstmals wurden die Teilnehmer am Halbfinale in Gruppenspielen ermittelt. Dabei gab es drei Dreiergruppen, in denen jeder gegen jeden in Hin- und Rückspiel antrat. Die Gruppenersten qualifizierten sich für das Halbfinale, für das der Titelverteidiger Peñarol Montevideo bereits gesetzt war.

## 1. Runde
Freilos:  Peñarol Montevideo

### Gruppe A
| Pl. | Verein                        | Sp. | S | U | N | Tore    | Diff. | Punkte |
| --- | ----------------------------- | --- | - | - | - | ------- | ----- | ------ |
| 1.  | FC Santos                     | 4   | 3 | 1 | 0 | 020:600 | +14   | 07:10  |
| 2.  | Club Cerro Porteño            | 4   | 2 | 1 | 1 | 007:130 | −6    | 05:30  |
| 3.  | Deportivo Municipal de La Paz | 4   | 0 | 0 | 4 | 007:150 | −8    | 0:80   |

| 11. Februar 1962    |     |                     |
| Deportivo Municipal | 1:2 | Club Cerro Porteño  |
| 15. Februar 1962    |     |                     |
| Club Cerro Porteño  | 3:2 | Deportivo Municipal |
| 18. Februar 1962    |     |                     |
| Deportivo Municipal | 3:4 | FC Santos           |
| 21. Februar 1962    |     |                     |
| FC Santos           | 6:1 | Deportivo Municipal |
| 25. Februar 1962    |     |                     |
| Club Cerro Porteño  | 1:1 | FC Santos           |
| 28. Februar 1962    |     |                     |
| FC Santos           | 9:1 | Club Cerro Porteño  |

### Gruppe B
| Pl. | Verein                 | Sp. | S | U | N | Tore    | Diff. | Punkte |
| --- | ---------------------- | --- | - | - | - | ------- | ----- | ------ |
| 1.  | Nacional Montevideo    | 4   | 3 | 1 | 0 | 009:600 | +3    | 07:10  |
| 2.  | Racing Club Avellaneda | 4   | 1 | 1 | 2 | 007:800 | −1    | 03:50  |
| 3.  | Sporting Cristal       | 4   | 1 | 0 | 3 | 005:700 | −2    | 02:60  |

| 10. Februar 1962       |     |                        |
| Nacional Montevideo    | 3:2 | Sporting Cristal       |
| 14. Februar 1962       |     |                        |
| Racing Club Avellaneda | 2:1 | Sporting Cristal       |
| 17. Februar 1962       |     |                        |
| Sporting Cristal       | 0:1 | Nacional Montevideo    |
| 20. Februar 1962       |     |                        |
| Sporting Cristal       | 2:1 | Racing Club Avellaneda |
| 24. Februar 1962       |     |                        |
| Nacional Montevideo    | 3:2 | Racing Club Avellaneda |
| 27. Februar 1962       |     |                        |
| Racing Club Avellaneda | 2:2 | Nacional Montevideo    |

### Gruppe C
| Pl. | Verein                  | Sp. | S | U | N | Tore    | Diff. | Punkte |
| --- | ----------------------- | --- | - | - | - | ------- | ----- | ------ |
| 1.  | CD Universidad Católica | 4   | 2 | 1 | 1 | 010:900 | +1    | 05:30  |
| 2.  | Club Sport Emelec       | 4   | 2 | 0 | 2 | 012:100 | +2    | 04:40  |
| 3.  | CD Los Millonarios      | 4   | 1 | 1 | 2 | 007:100 | −3    | 03:50  |

| 7. Februar 1962         |     |                         |
| Club Sport Emelec       | 4:2 | CD Los Millonarios      |
| 10. Februar 1962        |     |                         |
| CD Universidad Católica | 3:0 | Club Sport Emelec       |
| 14. Februar 1962        |     |                         |
| CD Universidad Católica | 4:1 | Los Millonarios         |
| 18. Februar 1962        |     |                         |
| CD Los Millonarios      | 1:1 | CD Universidad Católica |
| 22. Februar 1962        |     |                         |
| Club Sport Emelec       | 7:2 | CD Universidad Católica |
| 28. Februar 1962        |     |                         |
| CD Los Millonarios      | 3:1 | Club Sport Emelec       |

## Halbfinale
|                         | Gesamt |                    | Hinspiel | Rückspiel |
| ----------------------- | ------ | ------------------ | -------- | --------- |
| CD Universidad Católica | 1:2    | FC Santos          | 1:1      | 0:1       |
| Nacional Montevideo     | 3:4    | Peñarol Montevideo | 2:1      | 1:3       |

Entscheidungsspiel
|                     | Ergebnis |                    |
| ------------------- | -------- | ------------------ |
| Nacional Montevideo | *1:1*    | Peñarol Montevideo |

* Da auch im Halbfinale mit dem Punktesystem bewertet wurde, stand es nach Hin- und Rückspiel 2:2 nach Punkten. Erst nach dem Entscheidungsspiel, welches wieder unentschieden endete, wurde die Tordifferenz zur Entscheidungsfindung herangezogen.

## Finale

### Hinspiel
| Peñarol Montevideo                                        | Peñarol Montevideo | FC Santos | FC Santos |
| --------------------------------------------------------- | --- | --- | --------- |
| Peñarol Montevideo                                        | \| 28. Juli 1962 in Montevideo, Uruguay (Estadio Centenario) \| \| Ergebnis: 1:2 (1:1) \| \| Zuschauer: 55.000 \| \| Schiedsrichter: Carlos Robles ( Chile) \|                                                                        | \| 28. Juli 1962 in Montevideo, Uruguay (Estadio Centenario) \| \| Ergebnis: 1:2 (1:1) \| \| Zuschauer: 55.000 \| \| Schiedsrichter: Carlos Robles ( Chile) \| | FC Santos |
| Peñarol Montevideo                                        | Luis Maidana – Juan Vicente Lezcano, Núber Cano, Edgardo González, Roberto Matosas – Omar Caetano, Pedro Rocha – José Sasía, Ángel Rubén Cabrera (46. Moacyr), Alberto Spencer, Juan Víctor Joya Cheftrainer: Béla Guttmann ( Ungarn) | Gilmar – Mauro Ramos, Calvet, Lima – Zito, Dalmo Gaspar – Dorval, Mengálvio, Pagao, Coutinho, Pelé (46. Oswaldo) Cheftrainer: Lula                             | FC Santos |
| Peñarol Montevideo                                        | 1:0 Alberto Spencer (18.) | 1:1 Coutinho (29.) 1:2 Coutinho (70.) | FC Santos |
| 28. Juli 1962 in Montevideo, Uruguay (Estadio Centenario) | | |           |
| Ergebnis: 1:2 (1:1)                                       | | |           |
| Zuschauer: 55.000                                         | | |           |
| Schiedsrichter: Carlos Robles ( Chile)                    | | |           |

### Rückspiel
| FC Santos                                          | FC Santos | Peñarol Montevideo | Peñarol Montevideo |
| -------------------------------------------------- | --- | --- | ------------------ |
| FC Santos                                          | \| 2. August 1962 in Santos, Brasilien (Vila Belmiro) \| \| Ergebnis: 2:3 (1:1) \| \| Zuschauer: 22.000 \| \| Schiedsrichter: Carlos Robles ( Chile) \| | \| 2. August 1962 in Santos, Brasilien (Vila Belmiro) \| \| Ergebnis: 2:3 (1:1) \| \| Zuschauer: 22.000 \| \| Schiedsrichter: Carlos Robles ( Chile) \|                                                                                               | Peñarol Montevideo |
| FC Santos                                          | Gilmar – Mauro Ramos, Calvet, Lima – Zito, Dalmo Gaspar – Dorval, Mengálvio, Pagao, Coutinho, Pelé Cheftrainer: Lula                                    | Luis Maidana – Juan Vicente Lezcano, Núber Cano, Edgardo González, Roberto Matosas (46. Néstor Gonçalves) – Omar Caetano, Carlos Fernández Carranza – Pedro Rocha, José Sasía, Alberto Spencer, Juan Víctor Joya Cheftrainer: Béla Guttmann ( Ungarn) | Peñarol Montevideo |
| FC Santos                                          | 1:1 Dorval (27.) 2:2 Mengalvio (50.) | 0:1 José Francisco Sasía (18.) 1:2 Alberto Spencer (49.) 2:3 Alberto Spencer (73.) | Peñarol Montevideo |
| 2. August 1962 in Santos, Brasilien (Vila Belmiro) | | |                    |
| Ergebnis: 2:3 (1:1)                                | | |                    |
| Zuschauer: 22.000                                  | | |                    |
| Schiedsrichter: Carlos Robles ( Chile)             | | |                    |

### Entscheidungsspiel
| FC Santos                                                    | FC Santos | Peñarol Montevideo | Peñarol Montevideo |
| ------------------------------------------------------------ | --- | --- | ------------------ |
| FC Santos                                                    | \| 30. August 1962 in Buenos Aires, Argentinien (El Monumental) \| \| Ergebnis: 3:0 (1:0) \| \| Zuschauer: 60.000 \| \| Schiedsrichter: Leo Horn ( Niederlande) \| | \| 30. August 1962 in Buenos Aires, Argentinien (El Monumental) \| \| Ergebnis: 3:0 (1:0) \| \| Zuschauer: 60.000 \| \| Schiedsrichter: Leo Horn ( Niederlande) \|                                                    | Peñarol Montevideo |
| FC Santos                                                    | Gilmar – Mauro Ramos, Calvet, Lima – Zito, Dalmo Gaspar – Dorval, Mengálvio, Coutinho, Pelé, Pepe Cheftrainer: Lula                                                | Luis Maidana – Juan Vicente Lezcano, Núber Cano, Omar Caetano, Néstor Gonçalves – Edgardo González, Roberto Matosas – Pedro Rocha, Alberto Spencer, José Sasía, Juan Víctor Joya Cheftrainer: Béla Guttmann ( Ungarn) | Peñarol Montevideo |
| FC Santos                                                    | 1:0 Omar Caetano (11., Eigentor) 2:0 Pelé (48.) 3:0 Pelé (89.) | | Peñarol Montevideo |
| 30. August 1962 in Buenos Aires, Argentinien (El Monumental) | | |                    |
| Ergebnis: 3:0 (1:0)                                          | | |                    |
| Zuschauer: 60.000                                            | | |                    |
| Schiedsrichter: Leo Horn ( Niederlande)                      | | |                    |

## Beste Torschützen
Die erfolgreichsten Torschützen mit jeweils sechs Treffern waren:
- Coutinho (FC Santos)
- Enrique Raymondi (Club Sport Emelec)
- Alberto Spencer (Peñarol Montevideo)